# Laurent de la Résurrection
Pour les articles homonymes, voir Nicolas Herman (homonymie).
Nicolas Herman, en religion frère Laurent de la Résurrection  (vers 1614 à Hériménil - 12 février 1691 à Paris), est un frère convers des Carmes déchaux lorrain connu par un recueil de lettres et d'entretiens publiés après sa mort. Dans ces écrits, il raconte ses expériences spirituelles, tout entières centrées sur la pratique de la présence de Dieu.
S'il a eu une forte influence sur Fénelon (qui le cite dans sa Réponse à Bossuet) il a été rapidement oublié en France. Néanmoins, les écrits du frère Laurent ont eu un grand écho à l'étranger, et notamment chez les protestants, grâce en particulier au méthodiste John Wesley (1703-1791). Ses ouvrages ont fait l'objet de multiples rééditions, y compris de nos jours.

## Biographie

### Jeunesse
Nicolas Herman est né vers 1614 dans le duché de Lorraine à Hériménil, près de Lunéville, (actuelle Meurthe-et-Moselle). 
Il vit une première expérience mystique à l'âge de 18 ans, expérience dont il gardera le souvenir toute sa vie. Le jeune Nicolas choisit néanmoins le métier de soldat, et il s'engage dans les troupes du duc de Lorraine Charles IV qui combat l'invasion française. À cette époque, le duché de Lorraine est ravagé par la guerre de Trente Ans (1618-1648).
Simple soldat, il échappe par deux fois à la mort, mais il est grièvement blessé au siège de Rambervillers en 1635. Un peu plus tard, il quitte la Lorraine dévastée par la famine et la peste. 
Nicolas décide alors de se faire ermite et part s'installer dans cette nouvelle vie en compagnie d'un gentilhomme. Cependant, il est surpris de ne trouver dans cette vie érémitique ni la paix, ni la ferveur religieuse. Il abandonne alors rapidement sa condition pour se rendre à Paris, où il trouve une place de laquais chez le sieur Gaspard III de Fieubet, conseiller ordinaire du roi et chancelier de la reine.

### Entrée au Carmel
Un oncle de Nicolas est carme et le couvent des Carmes déchaux de la rue de Vaugirard commence peu à peu à l'attirer. 
À 26 ans, il se décide à demander son entrée en Carmel en qualité de frère convers. Il prend le nom de « Frère Laurent de la Résurrection ». 
En 1642, il prononce ses vœux de frère convers. Bien que simple frère convers, il consacre tout de même deux heures à l'oraison.
Dans son couvent, en qualité de frère convers, il exercera le métier de cuisinier pendant quinze ans, puis celui de savetier jusqu'à sa mort. 
Il lui arrive néanmoins de sortir du couvent pour réaliser de longs voyages (jusqu'en Auvergne ou en Bourgogne), pour réapprovisionner son couvent. 
Il reçoit également des visites ; son biographe, l'abbé Joseph de Beaufort, vicaire général du cardinal de Noailles, dira de lui : « La vertu du frère Laurent ne le rendait point sauvage. Il avait un accueil ouvert, qui donnait de la confiance et faisait sentir qu’on pouvait tout lui découvrir et qu’on avait trouvé un ami… Ce qu’il disait était simple, mais toujours juste et rempli de sens. Au travers d’un extérieur grossier, on découvrait une sagesse singulière, une liberté au-dessus de la portée ordinaire d’un frère convers, une pénétration qui dépassait tout ce que l’on en attendait. Sa bonne physionomie, son air humain et affable, sa manière simple et modeste lui gagnaient l'estime et la bienveillance de tous ceux qui le voyaient ». 
Vers la fin de sa vie, il souffre cruellement d'une sciatique qui le fait boiter. Mais le frère Laurent ne perd pas pour autant sa bonne humeur.
Au début de 1691, le frère Laurent tombe malade. Après une première guérison, il retombe rapidement malade. Son mal augmentant à vue d’œil, on lui apporte le sacrement des malades. Les témoins racontent qu'« avec la paix et la tranquillité de quelqu'un qui dort », frère Laurent meurt le 12 février 1691.

### Reconnaissance et influence posthume
Le rayonnement de cet homme simple lui attira de nombreux visiteurs parmi ses contemporains. Le plus illustre fut sans doute Fénelon, sur qui frère Laurent fit forte impression et qui le cite dans sa Réponse à Bossuet. 
L'un des visiteurs les plus assidus, l'abbé Joseph de Beaufort, lequel deviendra son biographe, le visita durant près de vingt-cinq ans. Il recueillit ses lettres et transcrivit ses entretiens. La publication des Maximes spirituelles en 1692, suivie des Mœurs et entretiens du frère Laurent de la Résurrection en 1694 fit connaître sa spiritualité tant en France qu'à l'étranger.
Le frère Laurent a eu un rayonnement spirituel interconfessionnel de par son enseignement de la pratique de la présence de Dieu, comme manière de pratiquer l'oraison. La mystique du devoir d'état expliquée par Laurent de la Résurrection permet à tous les chrétiens, qu'ils soient laïcs ou religieux, de se reconnaître dans son enseignement. S'il a pratiquement été oublié en France (son enseignement ayant été, à l'époque, faussement associé aux tenants du quiétisme), il a cependant souvent été traduit et réédité (et encore de nos jours) à l'étranger, notamment sur le continent américain, où il jouit d'un certain rayonnement spirituel, y compris chez les non-chrétiens.

## Spiritualité
Si Laurent de la Résurrection insiste sur les vertus théologales (foi, espérance, charité) rappelant ainsi l'enseignement de saint Jean de la Croix, son expression souligne une familiarité avec Thérèse d'Avila, avec la mise en parallèle de l'oraison de recueillement décrite par Thérèse. 
Frère Laurent raconte que son premier éveil spirituel eut lieu d'une manière toute spontanée alors qu'il avait 18 ans. La vue d'un arbre nu en hiver, associée à la vision de ce même arbre refleurissant au printemps, firent naître en lui à la fois un grand sentiment de détachement et un grand élan d'amour vers Dieu, « Être personnel, intelligent et aimant ». 
Plus tard, au Carmel, alors qu'il rencontre des difficultés en méditant lors de son oraison, il commence à regarder Dieu, durant ses temps de travail, comme un ami, comme un être intimement présent. Le frère Laurent raconte : « Je m'appliquais soigneusement le reste du jour, et même pendant mon travail, à la présence de Dieu, que je considérais toujours auprès de moi, souvent même dans le fond de mon cœur, ce qui me donna une haute estime de Dieu ». Il regarde alors Dieu comme un ami qui « m’embrasse amoureusement, me fait manger à sa table, me sert de ses propres mains, me donne les clefs de ses trésors et me traite en tout comme son favori, s'entretient et se plaît sans cesse avec moi de mille manières, sans parler de son pardon ». Il se met alors a appliquer la même technique durant ses temps de prière silencieuse, ce qui lui apporte beaucoup de paix et de joie.

### La pratique de la présence de Dieu
L'essentiel de sa pratique tient en quelques mots : à tout moment et en toute circonstance, se souvenir de la présence divine. Selon un de ses biographes, l'abbé de Beaufort, grand vicaire du cardinal de Noailles :
- « Tout ce qu’il entendait dire aux autres, tout ce qu’il trouvait dans les livres, tout ce qu’il écrivait lui-même lui paraissait fade en comparaison de ce que la foi lui découvrait des grandeurs de Dieu et de Jésus-Christ[10]. »

- « Il ne faut pas se persuader qu’il suffise pour aimer Dieu de lui offrir ses œuvres, d’invoquer son secours et de produire des actes de son amour. Notre frère n’est arrivé par ces choses à la perfection de l’amour que parce qu’il avait été dès le commencement fort attentif à ne rien faire qui pût déplaire à Dieu ; qu’il avait renoncé à toute autre chose qu’à lui, et qu’il s’était entièrement oublié lui-même[10]. »

- « Frère Laurent disait qu’il fallait agir très simplement avec Dieu, et lui parler bonnement, en lui demandant secours dans les choses à mesure qu’elles arrivaient[10]. »

- « Il me dit que tout consistait à renoncer une bonne fois à tout ce que nous reconnaissions ne tendre point à Dieu, pour nous accoutumer à une conversation continuelle avec lui, sans mystère ni finesse. Qu’il n’y avait qu’à reconnaître Dieu intimement présent en nous, à nous adresser à tous moments à lui, pour lui demander son secours, pour connaître sa volonté dans les choses douteuses et pour bien faire celles que nous voyons clairement qu’il demande de nous, les lui offrant avant que de les faire et lui rendant grâces de les avoir faites pour lui après l’action. Que, dans cette conversation continuelle, on était aussi occupé à louer, adorer et aimer incessamment Dieu pour ses infinies bontés et perfections. Que nous devons en toute confiance lui demander sa grâce sans regarder nos pensées, appuyés sur les mérites infinis de Notre-Seigneur[10]. »

## Publications
- Conrad de Meester et Paul Guiberteau, Frère Laurent de la Résurrection : Écrits et entretiens sur la pratique de la présence de Dieu, Paris, Le Cerf, coll. « Epiphanie », 7 octobre 1991, 316 p. (ISBN 978-2-204-04336-6).
- Laurent de la Résurrection, Laurent de la Résurrection : L'expérience de la présence de Dieu, Paris, Le Seuil, coll. « Livre de vie », 1er janvier 1998, 144 p. (ISBN 978-2-02-030780-2).
- Jad Hatem, La Gloire de l'Un : Philoxène de Mabboug et Laurent de la Résurrection, Paris, L'Harmattan, septembre 2003, 98 p. (ISBN 2-7475-5129-6, lire en ligne).
- Jad Hatem, L’Amour pur selon Luther et Laurent de la Résurrection, Éd. du Cygne, Paris, 2016.
- Revue Carmel : Frère Laurent de la Résurrection, vol. 151, Éditions du Carmel, mars 2014, 127 p. (ISBN 978-2-84713-323-3).
- Laurent de la Résurrection, Sur la pratique de la présence de Dieu, Maximes et lettres suivies des divers témoignages de Joseph de Beaufort, préface de Stéphane Robert ocd, postface de Marie-Laurent Huet ocd, Éditions Arfuyen, 2017  (ISBN 978-2-845-90244-2).
- Denis Sureau, Frère Laurent de la Résurrection, le cordonnier de Dieu, Artège, 2020, 152 p.  (ISBN 979-10-336-0926-1)
- Laurent de la Résurrection, Vivre la présence de Dieu, Artège, 2020, 110 p.  (ISBN 979-1033609254)